# 長屋元安
長屋 元安（ながや もとやす）は、戦国時代の武将。毛利氏家臣。

## 生涯
毛利氏家臣の長屋吉忠の子として生まれる。
まだ幼名の米千代丸を名乗っていた天文5年（1536年）、安芸国高田郡長屋のうち正光名1町8段、山県郡北方のうち行近名2町5段、賀茂郡高屋のうち今居尻名1町を父・吉忠から譲られたが、その後、元安は実子の無いまま早世したため、伯父・吉親の子である長屋元忠の次男･就安が、元安の養子として家督を相続した。